# Alfonso Reyes Ochoa
Alfonso Reyes Ochoa (n. 17 mai 1889, Monterrey, Nuevo León - d. 27 decembrie 1959, Ciudad de México) a fost un scriitor mexican.

## Biografie
Alfonso Reyes este fiul generalului Bernardo Reyes și al Aureliei Ochoa.
Alfonso Reyes a făcut studiile primare în școli din Monterrey, în Liceul Francez din Mexic, în Colegiul Civil din Monterrey și mai târziu în Școala Națională Preparatorie și la Școala Națională de Jurisprudență. Se înscrie la Facultatea de Drept din Ciudad de Mexico, pe care o absolvă la 16 iulie 1913. Se dedică și studierii culturii clasice, ocupând inițial funcția de profesor de literatură. În perioada 1913-39 este funcționar diplomatic al Mexicului în Franța, Spania, Argentina și Brazilia, dar în același timp se ocupă cu vaste opere umaniste.

## Lucrări publicate

### Poezie
- 1924: „Urme” (Huellas)
- Yerbas del tarahumara
- Minuta
- Homero en Cuernavaca
- Sol de Monterrey

### Teatru
- 1924: „Ifigenia cea crudă” (Ifigenia Cruel)

### Eseu
- Cuestiones estéticas, 1911
- El suicida, 1917
- Visión de Anáhuac, 1917
- Vísperas de España
- Cartones de Madrid, 1917
- Retratos reales e imaginarios, 1920
- Simpatías y diferencias
- Calendario
- Homilía por la cultura
- Cuestiones gongorinas, 1927
- Discurso por Virgilio, 1931
- Capítulos de literatura española, 1939-1945
- Nuestra lengua
- Pasado inmediato
- Estudios helénicos
- La filosofía helenística
- La X en la frente
- Memorias de cocina y bodega
- Las burlas veras
- México en una nuez'

### Narațiuni
- Los tres tesoros
- El plano oblicuo
- Árbol de pólvora
- Quince presencias
- Los siete sobre Deva. Sueño de una tarde de agosto